# São José do Povo
São José do Povo é um município brasileiro do estado de Mato Grosso, situado na região sul dessa unidade federativa.

## Geografia
O município de São José do Povo é um dos menores, em extensão territorial, do estado de Mato Grosso, tendo como limites os municípios de Poxoréu, Guiratinga, Pedra Preta e Rondonópolis.
São José do Povo se localiza a uma latitude 16º27'54" sul e a uma longitude 54º15'17" oeste, estando a uma altitude de 281 metros.
O município de São José do Povo está dentro de uma área de ocorrência de clima tropical continental (Aw), caracterizado pela existência de duas estações anuais que oscilam entre 22º e 36º e pelas precipitações anuais entre 1.300 e 1.600 mm/ano.
Quanto à flora, o bioma povense é composto pelo cerrado, possuindo uma vegetação típica do planalto central, formada por árvores de médio porte, casca grossa e também por galhos retorcidos.
Estando situado no Planalto Central, o relevo do município apresenta formações serranas próximas como a Serra Petrovina e a Serra da Saudade, alternando estas com formações de terrenos cristalinos e sedimentares (Terciário e Quartenário). Já o solo povense é classificado como latosolo vermelho-escuro (solo com horizonte a latossólico).
A hidrografia no município de São José do Povo é composta principalmente pelo Rio Prata e pelo Rio Areia, ambos afluentes formadores do Rio Vermelho.
Este município se estende por 489 km² e uma população de 2875 habitantes de acordo com o Censo de 2022 feito pelo IBGE. A sua densidade demográfica é de 5,87 habitantes por km² no território municipal. A sede dele se situa a 41 km de Rondonópolis, a maior cidade na região.
Em termos étnico-raciais, de acordo com o Censo IBGE de 2022, a população povense é composta por 33% de população branca, 7,3% de população preta e 59% de população parda.

## Organização Político-Administrativa
Sendo um município do Brasil, São José do Povo é administrada por dois poderes, o executivo e o legislativo, independentes e harmônicos entre si. O primeiro é representado pelo prefeito, auxiliado pelo seu gabinete de secretários e eleito pelo voto popular para um mandato de quatro anos, sendo permitida uma única reeleição para mais um mandato consecutivo, enquanto que o segundo é representado pela Câmara Municipal de São José do Povo, órgão colegiado de representação dos munícipes que é composto por 9 vereadores também eleitos por sufrágio universal.
As atuais autoridades que ocupam cargos da organização político-administrativa de São José do Povo são as seguintes (data: 26 de janeiro de 2024):
- Prefeito: Ivanildo Vilela da Silva "Junior da Saúde" - PSB (2021/-)[10]
- Vice-prefeito: Walter Correa Cadide "Racum" - PSB (2021/-)[10]
- Presidente da Câmara: Genésio Gomes Feitoza - PODEMOS (2023/-)[11]

## Economia
A economia do município de São José do Povo é caracterizada predominantemente pela atividade da pecuária leiteira e culturas agrícolas de subsistência (mandioca, banana, milho e cana-de-açúcar) baseadas na agricultura familiar executada por 482 estabelecimentos agropecuários, em sua maioria pequenas propriedades rurais.
Desta forma, a economia local depende fortemente de quatro assentamentos rurais produtivos: 
- Assentamento Sandrini;
- Assentamento Márcio Pereira;
- Assentamento João Pessoa; e
- Assentamento Padre Josímo Tavares.

Também são importantes as atividades econômicas realizadas por pequenos sitiantes e chacareiros existentes nas regiões da Serrinha, do distrito de Nova Catanduva, da Reta Mineira, do Alto Bandeirantes, entre outras localidades povenses.

## Últimos prefeitos eleitos
| Ano  | Prefeito        | Partido | Votos | %     | Ref    |
| ---- | --------------- | ------- | ----- | ----- | ------ |
| 2004 | Quito           | PTB     | 1.161 | 51,19 | [ 13 ] |
| 2008 | João Batista    | DEM     | 1.251 | 51,02 | [ 14 ] |
| 2012 | Arivaldo        | PPS     | 1.363 | 52,20 | [ 15 ] |
| 2016 | Arivaldo        | PSD     | 1.420 | 59,87 | [ 16 ] |
| 2020 | Júnior da Saúde | PSB     | 661   | 31,98 | [ 17 ] |
| 2024 | Júnior da Saúde | PSB     | 1.487 | 59,13 | [ 18 ] |